# Wilhelm I. (Nassau)

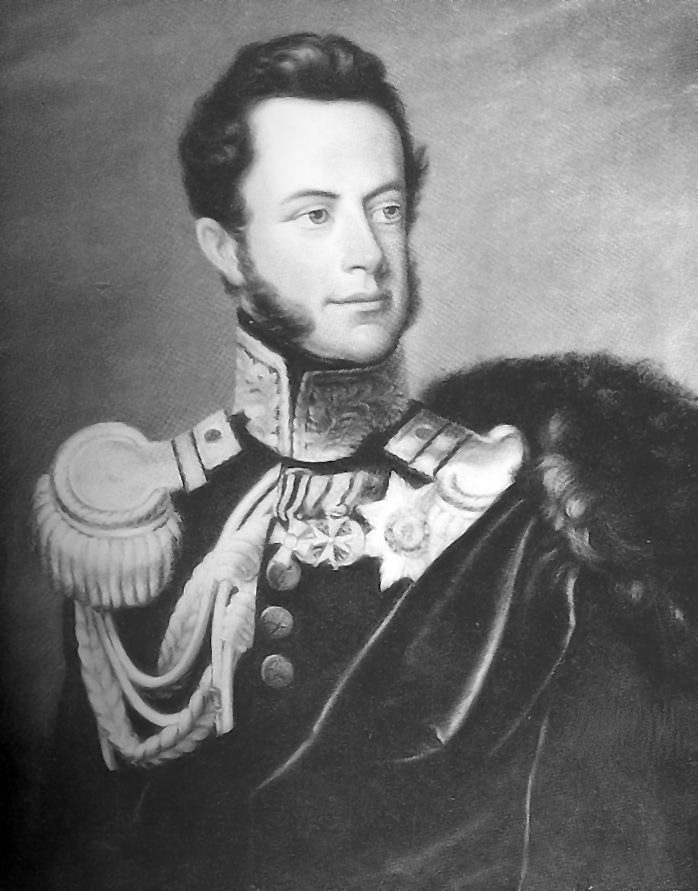
Herzog Wilhelm I. von Nassau

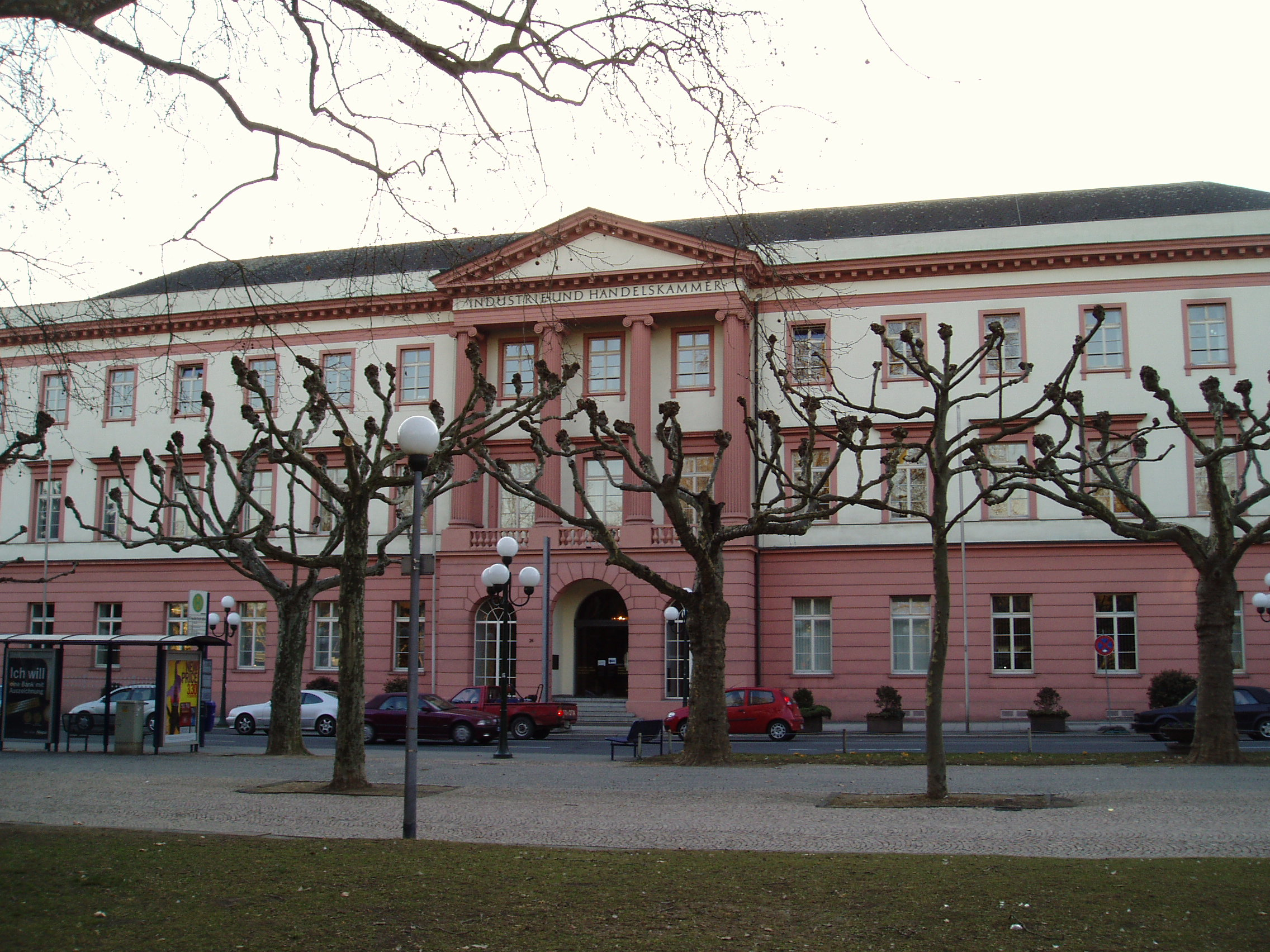
Das für Prinz Wilhelm errichtete, aber nie von ihm bezogene Erbprinzenpalais in Wiesbaden

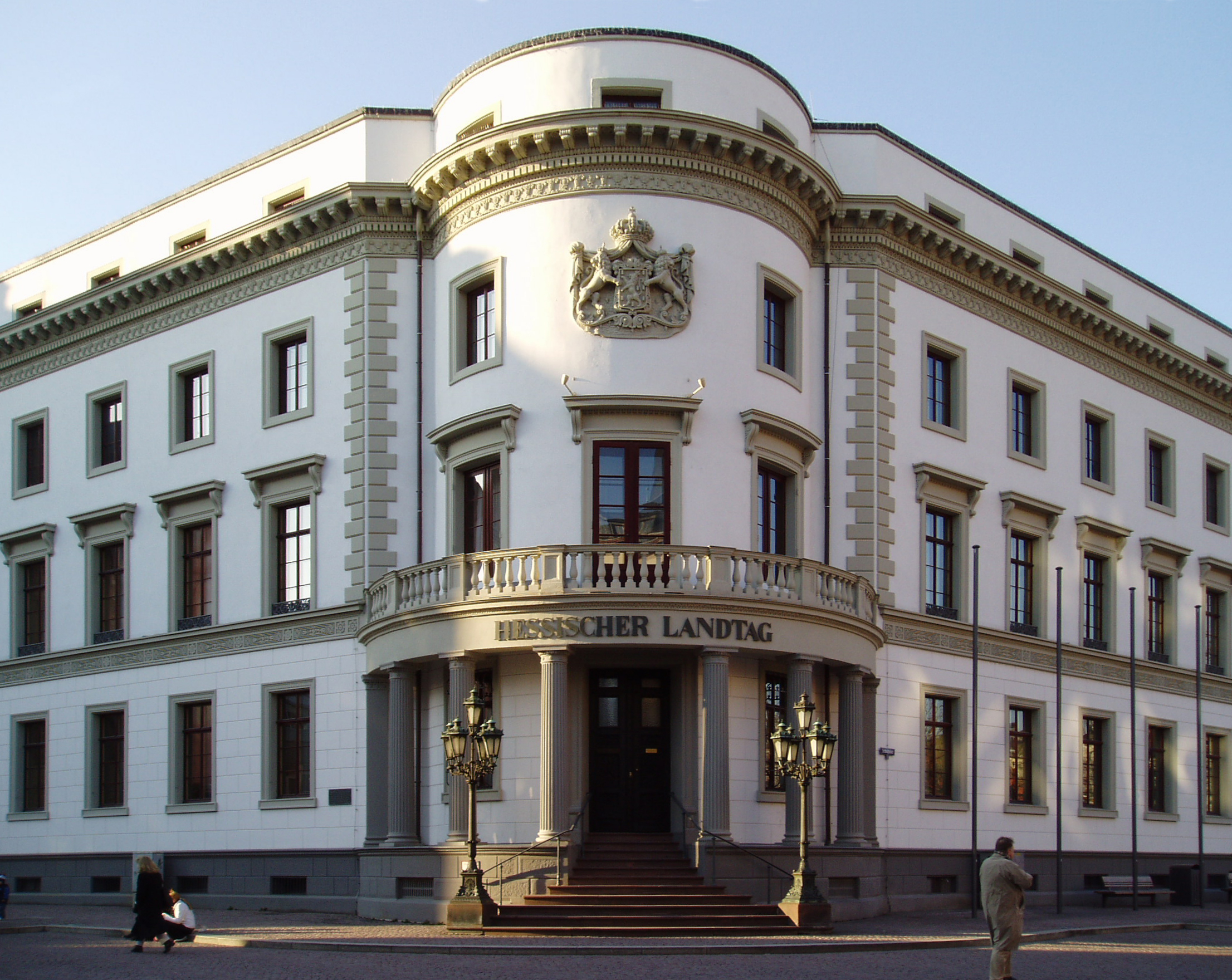
Das von Wilhelm erbaute Stadtschloss Wiesbaden, seit 1946 Sitz des Hessischen Landtags

Wilhelm Georg August Heinrich Belgicus zu Nassau (* 14. Juni 1792 in Kirchheimbolanden; † 20. August 1839 in Kissingen) war von 1816 bis 1839 als Wilhelm I. zweiter Herzog des 1806 gegründeten Herzogtums Nassau.

## Leben
Wilhelm entstammte dem Haus Nassau-Weilburg. Er war der Sohn von Fürst Friedrich Wilhelm von Nassau-Weilburg (1768–1816) und seiner Frau Isabelle Gräfin zu Sayn-Hachenburg (1772–1827). Er wurde 1792 in Kirchheimbolanden geboren, das damals noch zu Nassau gehörte. Wenige Wochen später marschierten die französischen Revolutionstruppen unter General Adam-Philippe de Custine (1740–1793) dort ein und beendeten nach 400 Jahren die nassauische Herrschaft.
Da der seit der Gründung des Herzogtums regierende Friedrich August von Nassau-Usingen keinen männlichen Erben hatte, war frühzeitig klar, dass die Thronfolge an seinen nächsten Verwandten, Wilhelms Vater Friedrich Wilhelm, fallen würde. Deswegen wurde Wilhelm gezielt auf sein künftiges Amt als Herzog vorbereitet. Er hatte Freiherr Friedrich Heinrich von Dungern (1765–1858) als Erzieher und studierte vier Semester in Heidelberg. Für ihn wurde in der später nach ihm benannten Wiesbadener Wilhelmstraße eigens von 1813 bis 1817 das Erbprinzenpalais errichtet. Er bezog es jedoch nicht mehr. 1815 war er zusammen mit den nassauischen Truppen auf alliierter Seite an der Schlacht von Waterloo beteiligt.
Am 9. Januar 1816 kam Wilhelms Vater Friedrich Wilhelm bei einem Unfall im Schloss Weilburg – er stürzte von einer Treppe – ums Leben und kurz danach, am 24. März 1816, starb Friedrich August. Wilhelm trat dessen Nachfolge an und wurde mit 23 Jahren Herzog. Er zog ins Schloss Biebrich, das Erbprinzenpalais wurde Verwaltungsgebäude.
Als Herzog vertrat er ausdrücklich monarchische Positionen und versuchte die parlamentarische Mitbestimmung beispielsweise durch ausgesetzte Einberufungen der Häuser oder durch Pairsschübe einzuschränken.
Wilhelm baute seine Residenz Wiesbaden zu einem repräsentativen Regierungssitz aus. 1823 ließ er auf einer Taunushöhe das Jagdschloss Platte errichten, 1825 entstanden die Kurhauskolonnaden als Ergänzung zum alten Kurhaus um das Bowling Green.
Im Jahr 1824 stiftete Wilhelm seinem Ahnen Adolf von Nassau im Chor des Speyerer Domes ein monumentales Grabdenkmal mit Widmungsinschrift, das heute in der Vorhalle der Kathedrale platziert ist. Es zeigt König Adolf in Rüstung, kniend im Gebet versunken. Die Planung des Denkmals war Leo von Klenze übertragen, ausgeführt wurde der Entwurf durch den Bildhauer Landolin Ohmacht.
Am 6. April 1825 starb Wilhelms Frau Luise. Den 1830 angelegten klassizistischen Luisenplatz benannte er nach ihr. Die Gründung des Bistums Limburg im Jahr 1827 beförderte Wilhelm, um nach dem Vorbild protestantischer Territorien ein Landesbistum zu erhalten. Am 23. April 1829 heiratete er Prinzessin Pauline von Württemberg.
Ab den 1830er Jahren wollte Wilhelm I. seinen Sitz vom stadtfernen, am Rhein gelegenen Biebricher Schloss in die Stadt verlegen, offiziell, um mehr Bürgersinn zu demonstrieren. 1837 begann dazu der Bau des Stadtschlosses. Wilhelm erlebte die Fertigstellung nicht mehr. Er starb während einer Kur in Kissingen am 20. August 1839 an einem Schlaganfall.
Sein ältester Sohn Adolf folgte ihm als Herzog zu Nassau und bezog 1841 das neue Schloss.

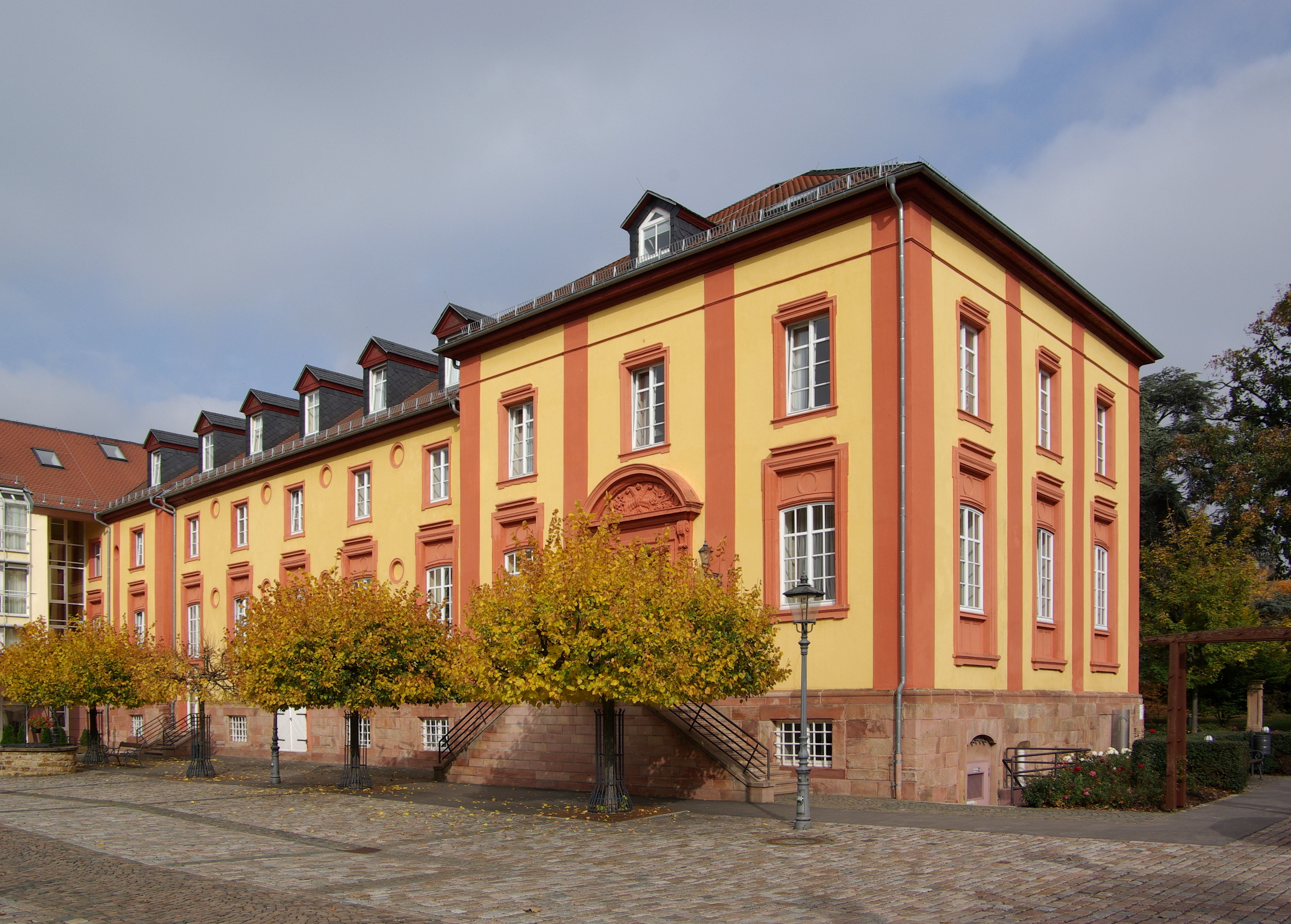
Sein Geburtsort, Schloss Kirchheimbolanden
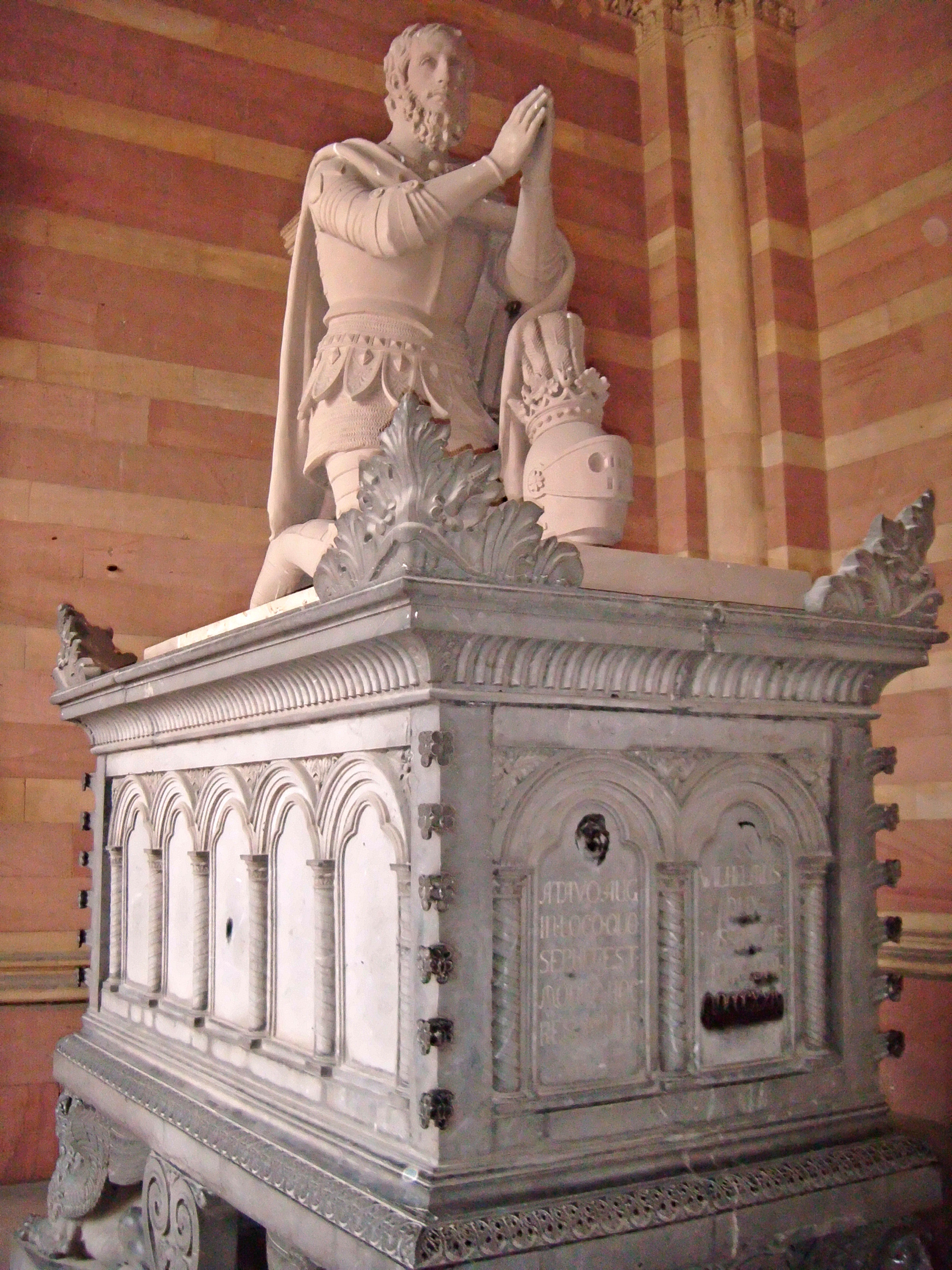
Das von Herzog Wilhelm gestiftete Grabmal König Adolfs von Nassau, im Speyerer Dom, 1824
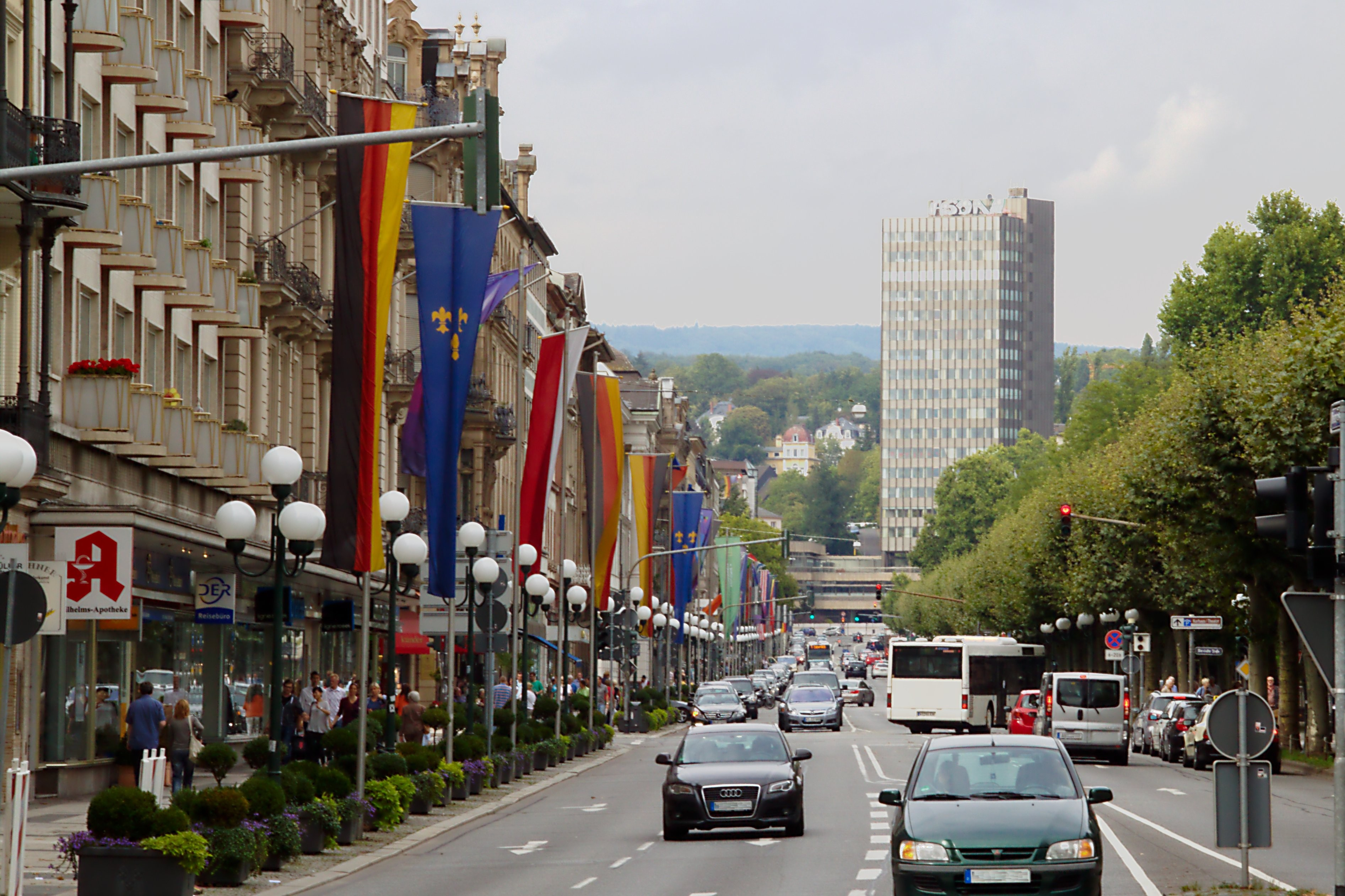
Wilhelmstraße
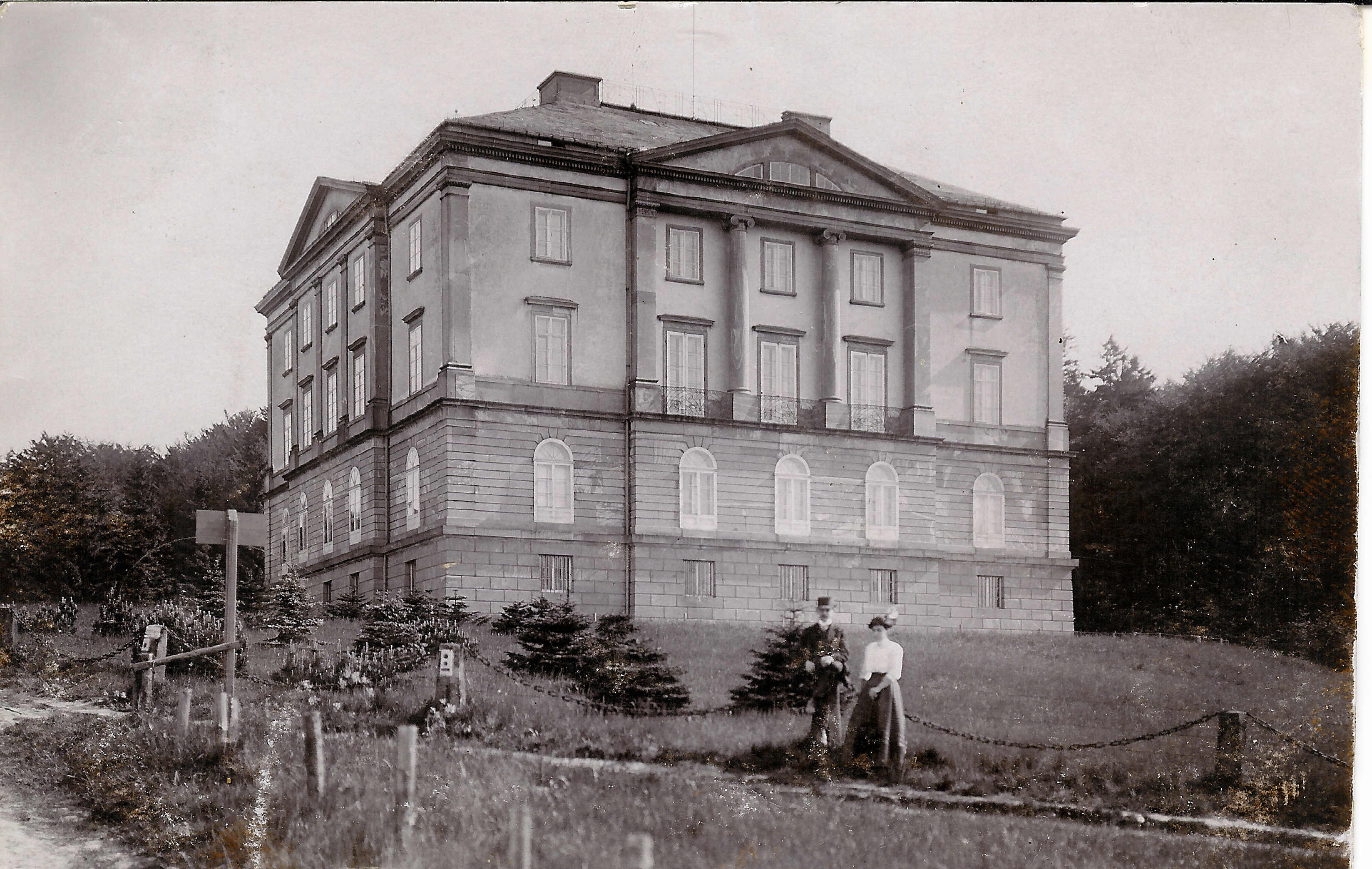
Jagdschloss Platte von 1823
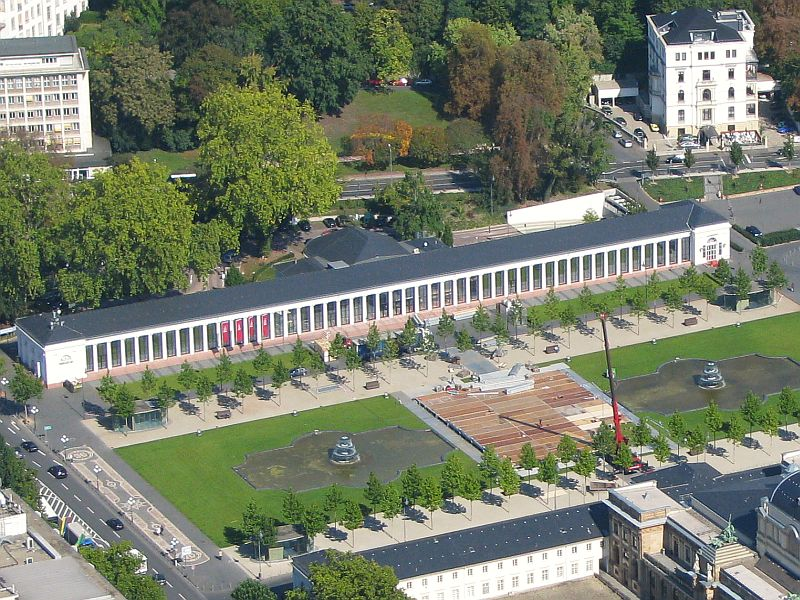
Kurhauskolonnaden von 1825
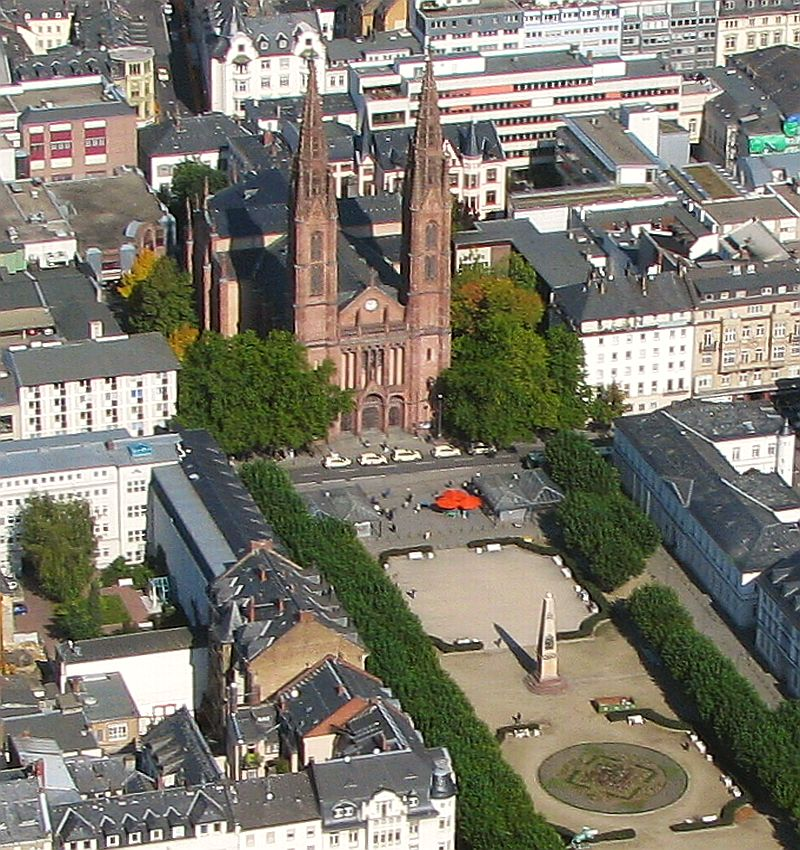
Luisenplatz mit St. Bonifatius-Kirche
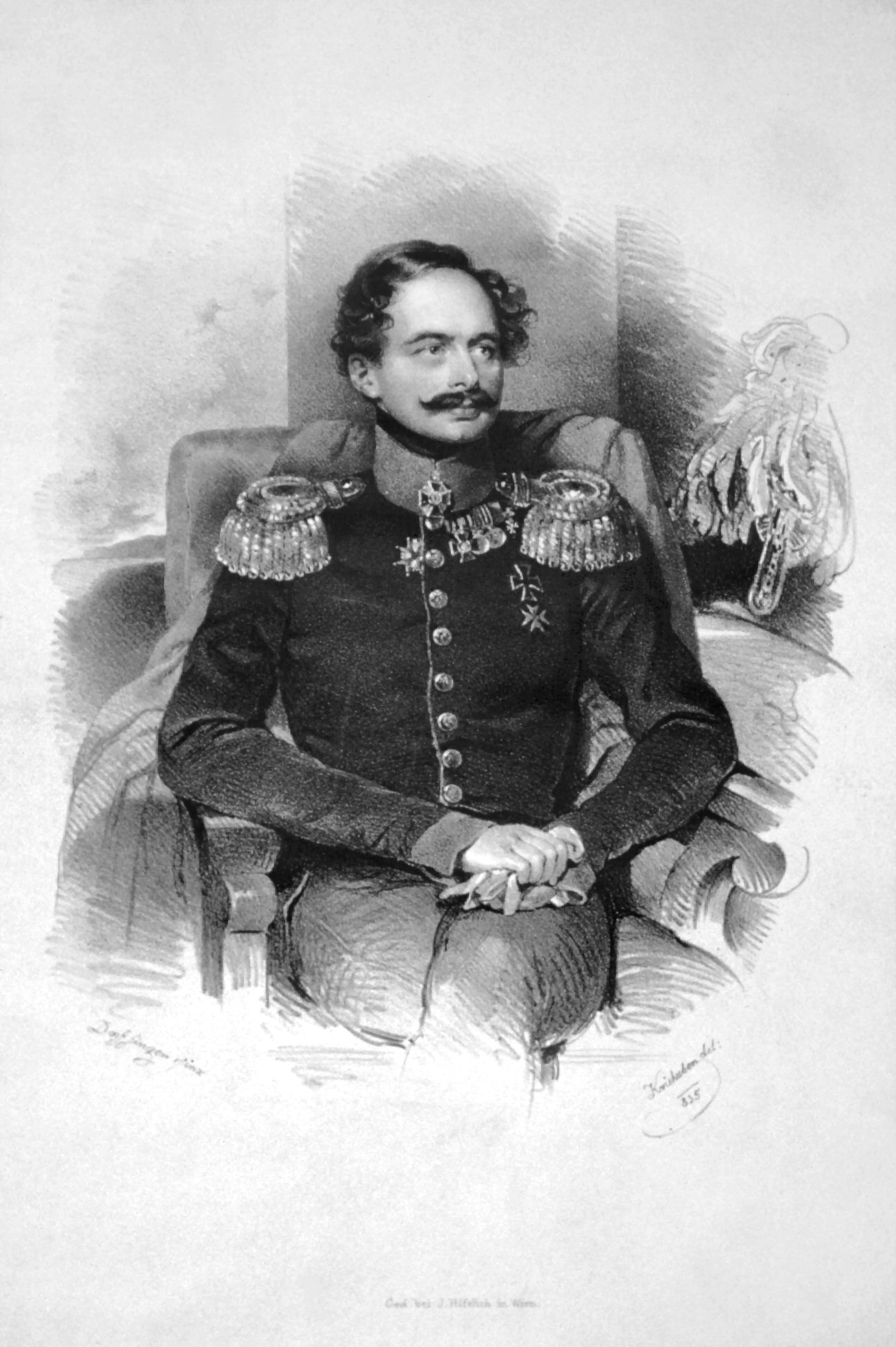
Sein ältester Sohn Adolf, der letzte Herzog zu Nassau und späterer Großherzog von Luxemburg

## Ehen und Nachkommen

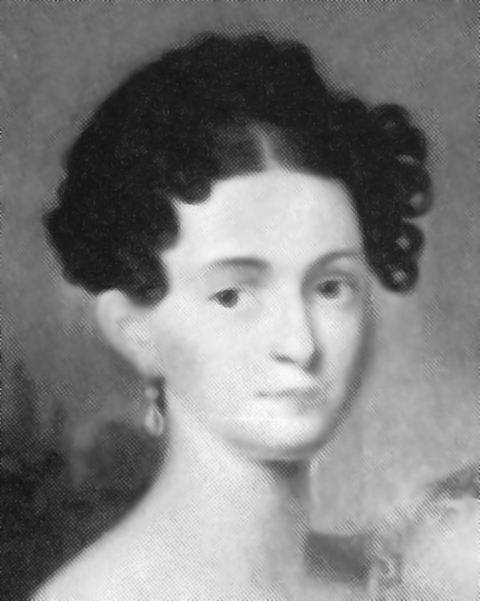
Prinzessin Luise von Sachsen-Hildburghausen

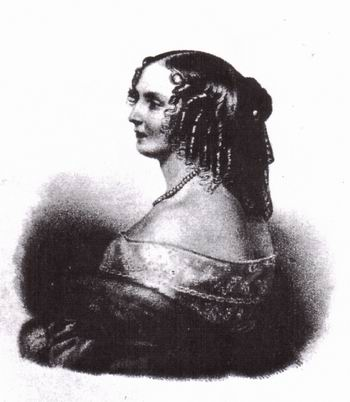
Prinzessin Pauline von Württemberg

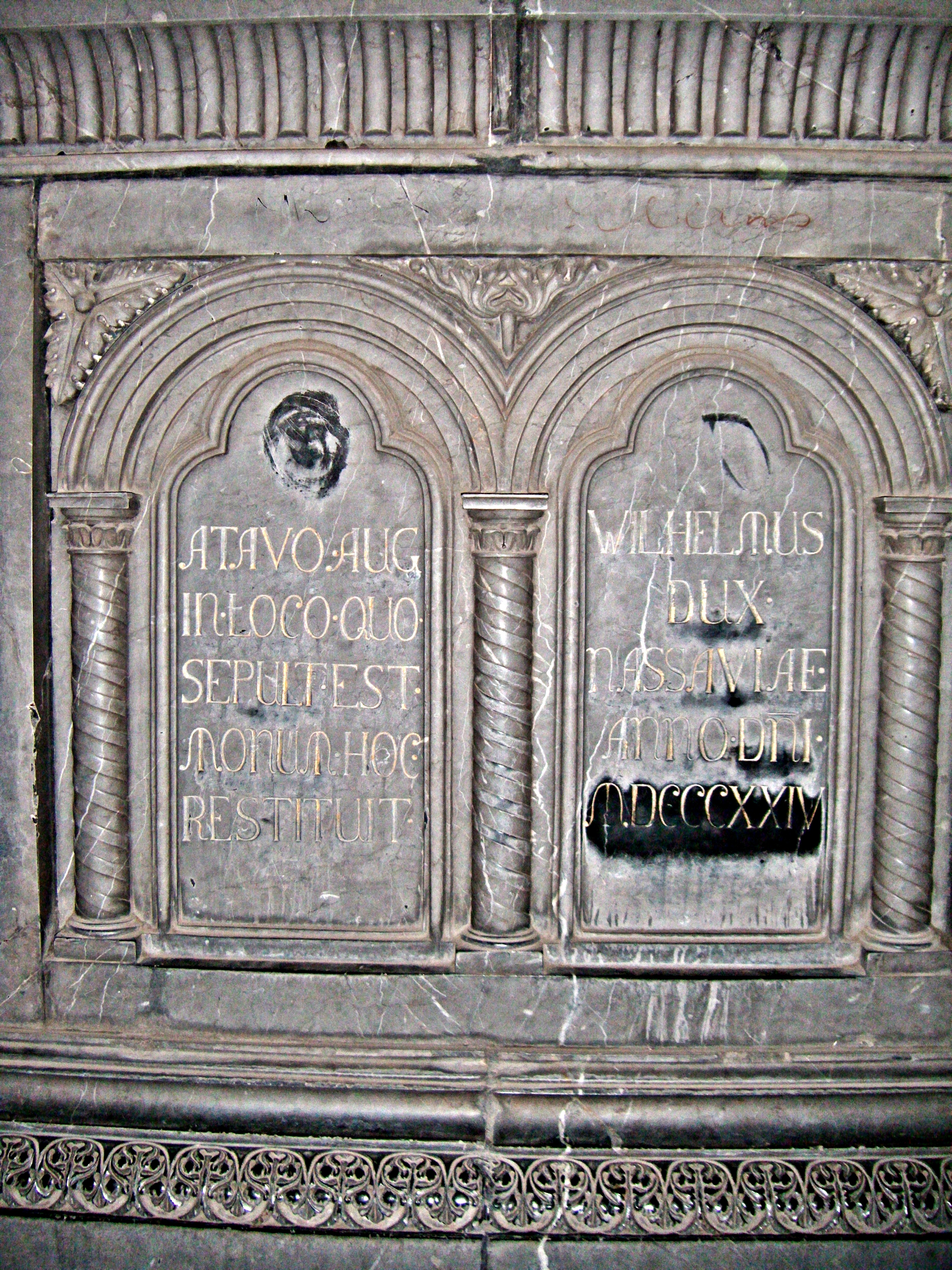
Widmungsinschrift des Herzogs am Grab seines Ahnen Adolf von Nassau, 1824, Dom zu Speyer

In erster Ehe war Wilhelm seit dem 24. Juni 1813 mit Prinzessin Luise von Sachsen-Hildburghausen (* 28. Januar 1794; † 6. April 1825), Tochter von Herzog Friedrich von Sachsen-Hildburghausen, verheiratet. Die Ehe wurde unglücklich. Luises Mann trat nicht nur in der Politik, sondern auch im Familienkreis autokratisch auf und tyrannisierte Frau und Kinder. Aus der Ehe stammen acht Kinder, von denen vier das Kindesalter überlebten:
- Auguste Louise Friederike Maximiliane Wilhelmine (* 1814; † 1814)
- Therese Wilhelmine Friederike Isabelle Charlotte (* 17. April 1815; † 8. Dezember 1871), ⚭ 1837 Prinz Peter von Oldenburg
- Adolph Wilhelm Karl August Friedrich (* 24. Juli 1817; † 17. November 1905), Herzog von Nassau (20. August 1839 – 20. September 1866), Großherzog von Luxemburg (23. November 1890 – 17. November 1905)
- Wilhelm Karl Heinrich Friedrich (* 1819; † 1823)
- Moritz Wilhelm August Karl Heinrich (* 1820; † 1850)
- Marie Wilhelmine Louise Friederike Henriette (* 1822; † 1824)
- Wilhelm Karl August Friedrich (* 1823; † 1828)
- Marie Wilhelmine Friederike Elisabeth (* 29. Januar 1825 auf Schloss Biebrich; † 24. März 1902 im Segenhaus bei Neuwied), ⚭ 1842 Hermann Fürst zu Wied

Aus zweiter Ehe mit Prinzessin Pauline von Württemberg (* 25. Februar 1810; † 7. Juli 1856), Tochter von Prinz Paul von Württemberg, stammen vier Kinder, von denen drei überlebten:
- Tochter (* 1830; † 1830)
- Helene Wilhelmine Henriette Pauline Marianne (* 12. August 1831; † 27. Oktober 1888), ⚭ 1853 Fürst Georg Viktor von Waldeck-Pyrmont
- Nikolaus Wilhelm (* 20. September 1832; † 17. September 1905), Generalmajor, ⚭ 1868 Natalia Alexandrowna Puschkin, Gräfin von Merenberg; (Nachkommen Grafen und Gräfinnen von Merenberg)
- Sophia Wilhelmine Marianne Henriette (* 9. Juli 1836; † 30. Dezember 1913), ⚭ 1857 König Oskar II. von Schweden

Der seit dem Jahr 2000 als Großherzog von Luxemburg amtierende Henri von Nassau ist der dreifache Urenkel von Wilhelm I. von Nassau.